# Lech Poznań w sezonie 2014/2015
Sezon 2014/2015 dla klubu Lech Poznań był trzynastym z rzędu sezonem w najwyższej klasie rozgrywkowej w polskim systemie ligowym w piłce nożnej oraz dwudziestym trzecimi w europejskich pucharach.
Drużyna rozpoczęła przygotowania do sezonu 17 czerwca, kiedy to po powrocie zawodników z urlopów zawodnicy odbędą pierwszy trening. Dzień później zawodnicy odbyli badania kontrolne. W poniedziałek 23 czerwca rozpoczęło się jedyne letnie zgrupowanie zespołu w ośrodku piłkarskim w Opalenicy, podczas którego odbyły się trzy spotkania sparingowe. W Opalenicy rozegrano spotkanie z Podbeskidzie Bielsko-Biała. 28 czerwca zespół uczestniczył w benefisie Piotra Reissa. W lipcu rozegrał dwa sparingi. Najpierw w Grodzisku Wielkopolskim z Lechią Gdańsk, a następnie z Zagłębiem Lubin.
Pierwszy oficjalny mecz zawodnicy z Poznania rozegrali 17 lipca w meczu ligi Europy, zaś trzy dni później mecz ligowy, podejmując na własnym stadionie drużynę Piasta Gliwice.

## Wydarzenia przedsezonowe
W przerwie między rozgrywkami dwóch zawodników Serb Vojo Ubiparip oraz Fin Kasper Hämäläinen zmienili swój stan cywilny. Zawodnicy Ci rozpoczęli przygotowania związku z tym trzy dni później niż większość zespołu. W pierwszym treningu nie uczestniczyli również wracający z meczów kadry: młodzieżowej Polski - Marcin Kamiński i Tomasz Kędziora, seniorskiej Polski: Karol Linetty i Maciej Wilusz oraz Gergő Lovrencsics wracający ze zgrupowania węgierskiej kadry. Łukasz Teodorczyk i Kebba Ceesay nie uczestniczyli w treningu z powodu kontuzji. Wszyscy zawodnicy pojawili się na pierwszym piątkowym treningu.

### Zgrupowanie w Opalenicy
W poniedziałek 23 czerwca drużyna Lecha rozpoczęła zgrupowanie w Opalenicy. W pierwszym dniu odbyli dwa treningi. W pierwszym o godzinie 11 przez 90 minut zespół trenował w dwóch grupach. Jedna miała na celu polepszenie umiejętności ofensywnych, druga defensywnych. W dalszej części zajęć zespół prowadził trener od przygotowania fizycznego, zarządzając trening biegowy. Główny trener swój pierwszy trening na zgrupowaniu przeprowadził o godzinie 16. Podczas pierwszego dnia obozu podano informację o zmianie terminu pierwszego sparingu z Podbeskidziem, które odbędzie się dzień wcześniej niż planowano w pierwotnym terminie oraz ustalono godziny rozpoczęcia pozostałych sparingów. Zawodnicy Lecha w kolejnych dniach odbywała po dwie jednostki treningowe. W dniach meczów z Podbeskidziem i benefisem Piotra Reissa zawodnicy odbyli po jednej jednostce treningowej, zaś jako druga liczono sparing. W trzecim dniu zgrupowania rozegrali mecz towarzyski z drużyną z Bielska-Białej. Mecz zakończył się porażką. Honorową bramkę zdobył Dawid Kownacki. W spotkaniu uczestniczyli po raz pierwszy po rekonwalescencji Jasmin Burić oraz Vojo Ubiparip. W drugim sparingu, podczas benefisu Piotra Reissa zespół składający się ze zdobywców Pucharu Polski z sezonu 2003/2004 remisował z obecną drużyną Lecha. W meczu nie padłą żadna bramka. Od początku lipca w zgrupowaniu nie uczestniczył Mateusz Możdżeń. W ostatnim sparingu w czasie zgrupowania Lech pokonał Lechię w meczu bez publiczności trzema bramkami. Mecz ten był traktowany jako pierwszy sprawdzian przez eliminacjami Ligi Europy.
| 125 czerwca 2014 | Lech Poznań  | 1:2   | Podbeskidzie Bielsko-Biała         |                                          |
| 17:00 CET        | Kownacki 24' | (1:0) | 52' Bartlewski · 64' (sam.) Wilusz | Stadion Miejski im. Jana Wojdy Opalenica |

| 228 czerwca 2014 | Lech Poznań | 0:0 | Lech Poznań |                     |
| 14:00 CET        |             |     |             | INEA Stadion Poznań |

| 32 lipca 2014 | Lech Poznań                              | 3:0   | Lechia Gdańsk |                                          |
| 11:00 CET     | Jevtić 30' · Kędziora 57' · Ubiparip 80' | (1:0) |               | Stadion Dyskobolii Grodzisk Wielkopolski |

Po zakończeniu zgrupowania drużyna Lecha miała zagrać sparing z drużyną FK Teplice w Legnicy. Jednak drużyna z Czech zrezygnowała ze sparingu. Ostatnim przeciwnikiem przed startem sezonu było Zagłębie Lubin.
| 9 lipca 2014 | Zagłębie Lubin | 1:0   | Lech Poznań |                        |
| 17:00 CET    | Piątek 84'     | (0:0) |             | Stadion Zagłębia Lubin |

### Letnie okno transferowe
Pierwszym transfer w tym oknie transferowym były przenosiny Macieja Wilusza z GKS Bełchatów. Wychowanek Śląska Wrocław, był priorytetem sztabu szkoleniowego na pozycji obrońcy. W tym okienku do Lecha dołączył również na zasadzie rocznego wypożyczenia Szwajcar o serbskim pochodzeniu - Darko Jevtić z zespołu FC Basel, Norweg o gambijskim pochodzeniu - Muhamed Keita, który przeszedł na zasadzie transferu z zespołu mistrza Norwegii - Strømsgodset IF.
Z klubu odszedł Michał Jakóbowski, który przeniósł się do beniaminka I ligi - Bytovii Bytów. Pod koniec czerwca z klubu odszedł Daylon Claasen, zaś po zakończeniu kontraktu Mateusz Możdżeń - 1 lipca stał się wolnym zawodnikiem.
| Piłkarz       | Pozycja  | Od              | Opłata         |  | Piłkarz           | Pozycja  | Do                 | Opłata         |
| Maciej Wilusz | Obrońca  | GKS Bełchatów   | wolny transfer |  | Michał Jakóbowski | Pomocnik | Bytovia Bytów      | wolny transfer |
| Muhamed Keita | Pomocnik | Strømsgodset IF | 600 tys. euro  |  | Daylon Claasen    | Pomocnik | TSV 1860 Monachium | wolny transfer |
| Darko Jevtić  | Pomocnik | FC Basel        | wypożyczenie   |  | Mateusz Możdżeń   | Pomocnik | Lechia Gdańsk      | wolny transfer |

### Inne
- Od sezonu 2014/2015 sponsorem technicznych drużyny zostało Nike. Umowa dotyczy pierwszej i drugiej drużyny oraz zespołów juniorskich[25].

## Ekstraklasa
Rozgrywki Ekstraklasy w sezonie 2014/2015 rozpoczęły się 18 lipca 2014 roku. Pozostawiona została formuła rozgrywania sezonu w której po dotychczasowych 30 kolejkach tabela została podzielona na pół na dwie grupy, mistrzowską i spadkową, gdzie każdy spotka się z każdym ze swojej grupy dodatkowy jeden raz. Pierwszym rywalem Kolejorza był Piast Gliwice w Poznaniu. Ostatnim spotkaniem w rundzie zasadniczej był pojedynek z drużyną Podbeskidzie Bielsko-Biała, który odbył się na wyjeździe.
W pierwszej kolejce Lech przy pustych trybunach pokonał drużynę Piasta Gliwice zdobywając cztery bramki, nie tracąc ani jednej. Pierwszego hat tricka w sezonie 2014/2015 w lidze oraz pierwszego w startach w drużynie Lecha Poznań zdobył wracający po 9 miesiącach rekonwalescencji Serb Vojo Ubiparip, jedną bramkę zdobył Kownacki.
| Bilans meczów |    |    |    |    |    |    |    |    |    |    |    |    |    |    |    |    |    |    |    |    |    |    |    |    |    |    |    |    |    |    |    |    |    |    |    |    |    |
| Kolejka       | 01 | 02 | 03 | 04 | 05 | 06 | 07 | 08 | 09 | 10 | 11 | 12 | 13 | 14 | 15 | 16 | 17 | 18 | 19 | 20 | 21 | 22 | 23 | 24 | 25 | 26 | 27 | 28 | 29 | 30 | 31 | 32 | 33 | 34 | 35 | 36 | 37 |
| Miejsce       | D  | W  | D  | W  | D  | W  | D  | W  | D  | W  | D  | W  | D  | W  | D  | W  | D  | W  | D  | W  | D  | W  | D  | W  | D  | W  | D  | W  | D  | W  | ?  | ?  | ?  | ?  | ?  | ?  | ?  |
| Rezultat      | Z  | R  | P  | Z  | R  | R  | R  | P  | Z  | R  | ?  | ?  | ?  | ?  | ?  | ?  | ?  | ?  | ?  | ?  | ?  | ?  | ?  | ?  | ?  | ?  | ?  | ?  | ?  | ?  | ?  | ?  | ?  | ?  | ?  | ?  | ?  |
| Pozycja       | 1  | 3  | 9  | 5  | 6  | 8  | 9  | 10 | 7  | ?  | ?  | ?  | ?  | ?  | ?  | ?  | ?  | ?  | ?  | ?  | ?  | ?  | ?  | ?  | ?  | ?  | ?  | ?  | ?  | ?  | ?  | ?  | ?  | ?  | ?  | ?  | ?  |

Legenda
kolejki 1-30:       grupa mistrzowska;       grupa spadkowa: kolejki 31-37:       1. miejsce ;       2. miejsce;       3. miejsce ;       Spadek: D - Mecze rozgrywany w domu; W - Mecz rozgrywany na wyjeździe.
Źródło : 90minut.pl

## Puchar Polski
Występy w rozgrywkach Pucharu Polski Lech rozpocznie jako reprezentant Ekstraklasy od 1/16 finału, którą zostanie rozegrana 24 września 2014 roku. Jako że drużyna z Poznania zajęła jedno z czterech najlepszych miejsc w poprzednim sezonie w Ekstraklasie zaliczana jest do grona drużyn rozstawionych razem z Legią Warszawa, Ruchem Chorzów i Górnikiem Zabrze. Z żadną z tych drużyn Lech nie może spotkać się ze sobą aż do półfinału.

## Europejskie puchary
Lech dzięki zajęciu drugiego miejsca w sezonie 2013/2014 uzyskał promocję do gry w Lidze Europy. W wyniku rozstawienia polskich drużyn Lech rozpoczął rozgrywki od drugiej rundy kwalifikacji. W losowaniu które wyłoniło pierwszego rywala w rozgrywkach europejskich, które odbyło się 23 czerwca w Nyonie zespół z Poznania trafił na zwycięzcę rywalizacji pomiędzy Fram z Islandii, a Nõmme Kalju z Estonii. Zwycięzcą rywalizacji został klub z Estonii i to on w dwumeczu II rundy kwalifikacji Ligi Europy zmierzył się z drużynę Lecha Poznań.
W pierwszym meczu tych drużyn poznaniacy przegrali na wyjeździe po bramce Wakui. W drugim meczu aby awansować poznańska drużyna musiała zwyciężyć. Od początku spotkania dominował Lech, który udokumentował to dwoma bramkami w pierwszej połowie Kędziory z główki oraz Hämäläinena po dobitce strzału Ubiparipa. W ostatniej akcji spotkania po kontrze wynik meczu ustalił Kownacki.
Dzień po rozegraniu pierwszego meczu Lecha w europejskich pucharach odbyło się losowanie trzeciej rundy kwalifikacyjnej rozgrywek, w wyniku którego przeciwnikiem Lecha został wylosowany zespół zwycięski w dwumeczu pomiędzy islandzkim Stjarnan, a szkockim Motherwell F.C.. Zwycięzcą w tej rywalizacji został klub z Islandii.
- Druga runda kwalifikacji

| 117 lipca 2014 | Nõmme Kalju | 1:0   | Lech Poznań |                                                              |
| 18:00 CET      | Wakui 81'   | (0:0) |             | Stadion Kadriorg Tallinn Widzów: 2280 Sędzia: Domagoj Vuckov |

| 224 lipca 2014 | Lech Poznań                                    | 3:0   | Nõmme Kalju |                                                               |
| 19:00 CET      | Kędziora 33' · Hämäläinen 43' · Kownacki 90+3' | (2:0) |             | INEA Stadion Poznań Widzów: 20 263 Sędzia: Sebastian Coltescu |

- Trzecia runda kwalifikacji

| 131 lipca 2014 | Stjarnan | 1:0   | Lech Poznań |                                                                |
|                | Toft 48' | (0:0) |             | Samsung völlurinn Garðabær Widzów: 1 000 Sędzia: Ognjen Valjić |

| 27 sierpnia 2014 | Lech Poznań | 0:0 | Stjarnan |                                                              |
|                  |             |     |          | INEA Stadion Poznań Widzów: 22 629 Sędzia: Pavle Radovanović |